# Пілкузе
Пі́лкузе (ест. Pilkuse küla) — село в Естонії, у волості Отепяе повіту Валґамаа.

## Населення
Чисельність населення на 31 грудня 2011 року становила 125 осіб.

## Географія
Через населений пункт проходить автошлях 71 (Ринґу — Отепяе — Канепі).